# Trágya
Trágya a neve a talaj termékenységét fenntartó, javító vagy visszaállító anyagoknak. Ide tartoznak az iparilag előállított műtrágyák, a szerves anyagokból készített szerves trágyák, és az olyan talajjavító ásványi anyagok, mint a mészkőőrlemény vagy a digóföld.

## Fajtái
A trágyákat különböző szempontok:
- hatásmechanizmusuk,
- eredetük;
- kémiai összetételük stb.

szerint csoportosíthatjuk.

### A hatás mechanizmusa szerint
A közvetlen trágyák szerves, illetve ásványi alkotói olyan, a talajból nem kellő mennyiségben felvehető anyagok, amelyek előnyösen hatnak a termesztett növények fejlődésére. Ezeket két nagy csoportra bontják:
- az egyoldalú trágyák hatása pusztán kémiai: ezekből a tápanyagok egyszerűen kioldódnak;
- a teljes trágyák nemcsak tápanyagot szolgáltatnak, de fizikai hatásuk is kedvező.

Teljes trágya az istállótrágya, a keveréktrágya, bizonyos esetekben a fekália (emberi ürülék) és a zöldtrágya. Az egyoldalú trágyákat a bennük domináns tápanyagok szerint nevezzük meg. Fő típusaik a nitrogén-, a foszfor- és a káli-trágya.
A közvetett trágyák nem juttatnak a talajba plusz tápanyagokat, de
- vagy elősegítik azok kioldódását (a talajban oldhatatlan, illetve a növények számára fel nem vehető formában előforduló tápanyagokat mobilis, felvehető formába alakítják),
- vagy a talaj fizikai tulajdonságait, szerkezetét befolyásolják a növény számára kedvezően.

### Kémiai összetételük szerint
A szervetlen trágyák (amint ezt nevük is mutatja) gyakorlatilag nem tartalmaznak szerves anyagokat; a talajból hiányzó tápelemeket szervetlen vegyületekkel pótolják. Két nagy csoportjuk:
- a természetes szervetlen trágyák olyan kőzetek (pl. mészkő, márga) vagy ásványok (pl. apatit, foszforit), amelyek tápelemei a talajban a növények számára felvehető formába alakulnak. Ez a folyamat többnyire viszonylag lassú, ezért az ilyen szervetlen trágyákból általában nagyobb mennyiséget helyeznek ki, viszont az hosszabb időre ellátja a növényeket a rá jellemző tápelemmel (mészkő, márga: kalcium, apatit, foszforit: foszfor stb.)
- a műtrágyák olyan, mesterségesen elállított ásványi sók, amelyekből a tápelemek többnyire könnyen kioldódnak. Műtrágyákkal elsősorban a három makrotápelem: a nitrogén, a foszfor és a kálium utánpótlását biztosítják, de egyúttal a gyártás melléktermékeiként fontos mikrotápelemeket is bejuttatnak velük a talajba.

E két nagy csoporttól messze elmaradt a főleg nyomelem-trágyázásra használt ipari melléktermékek (vörösiszap, ércbányászati meddő) jelentősége. A káliumpótlásra használt fahamu szerepe az ókorig volt jelentős.
A szerves trágyák két nagy csoportja az állati, illetve a növényi eredetű trágyáké.
- Az állati eredetű trágyák különféle haszonállatok kihelyezés előtt többnyire kezelt, más anyagokkal kevert ürülékei. Az ilyen trágya értéke egyrészt az állat fajtájától, másrészt a feletetett takarmánytól függ. Az ókori görögök és rómaiak már az i.e. 1. századra felismerték, hogy a baromfitrágya hatásosabb, mint a marha- vagy juhtrágya.

Valamennyi trágyaféle közül a legrégebben alkalmazott és ma is még a legfontosabb az istállótrágya, amit az állati ürülékből (ide értve a vizeletet is) és az alomból kevernek össze. Kevés benne a foszfor, de sok a nitrogén és a kálium. A vizelet nitrogén-tartalma gyorsan nitráttá alakul; a szilárd ürülék tápanyagai lassabban bomlanak, hatásuk elhúzódó. Az istállótrágya értékét befolyásolja az alom jellege; annál többet ér, minél jobban felszívja a vizeletet, minél jobban elegyedik az ürülékkel és minél több növényi táplálékot tartalmaz. A képződő istállótrágya vagy hosszabb ideig (hónapokig) az állatok alatt az istállóban marad, vagy naponta kihordják a trágyatelepre.
A trágyatelepen a trágyát kezelik, ügyelve arra, hogy nitrogéntartalmát a benne megtelepedő baktériumok ne szabadítsák fel; a trágya bomlását fékezzék. A trágyát gyakran márgával rétegezik; a fejlődő ammóniát gipsszel, szuperfoszfátgipsszel vagy kainittal kötik meg. Egy jármos marhára naponta 0,5-1 kg számítandó. A bomlás előrehaladáaa szerint megkülönböztetjük a friss, porhanyó, az érett és a szalonnás trágyát. A friss trágya legfeljebb igen kötött földre alkalmazható. A mi viszonyaink között legcélszerűbb a porhanyó trágya, mert hatása tovább tart, mint az éretté — utóbbi erélyesen, de rövidebb ideig hat. A szalonnás trágya a talajban elszenesedik, ezért nem jó.
A trágyát 3-4 havonta ki kell hordani, és kihordáskor a szántóföldön egyforma távolságra kis kupacokba rakni, hogy az egész területet egyenletesen trágyáztassuk. A kupacokat minél hamarabb el kell teregetni, különben a helyükön buja foltok keletkeznek. Az elteregetett trágya hosszabb ideig hagyható alászántatlanul, mely esetben hatása gyors, erélyes, de rövid ideig tartó, amiért is a mi viszonyaink között, tekintettel arra, hogy csak hosszabb időközökben trágyázzák a talajt, célszerűbb a trágyát, amint csak lehet, azonnal alászántani. Csak oly mélyen szabad alászántani, hogy a levegő hozzáférhessen, különben nem képes bomlani (kötött talajban 6-10, könnyűben 10-15 cm-re). A fészkes trágyázás abból áll, hogy a trágyát az egyes növények tövéhez juttatjuk; alkalmazást nyer különösen a burgonya- és a kukorica-, továbbá a tök- és dinnyetermelésnél. Katasztrális holdanként 100-150 q gyenge, 150-200 q középszerű, 200 q-n túl erős trágyázás. Az istállótrágya hatása 2-4 évre terjed. A híg trágyát (állati ürülék semmi vagy nagyon kevés alommal, vízzel felhígítva) ott alkalmazzák főleg rétek trágyázására, ahol sok az állat és a rét és kevés a szántóföld. Az emberi ürülék egyike a legértékesebb trágyaféléknek, mert az emberi táplálék jóval több nitrogént, foszforsavat és káliumot tartalmaz, mint az állatok takarmánya és ennek megfelelően az ürülék is gazdagabb lesz ezen anyagokban. Magyarországon, illetve Európában egészen a 19. század végéig csak elvétve alkalmazták trágyaként, aminek oka a kezelhetés nehézsége. Az emberi ürülék különböző módon gyűjtendő és ennek megfelelően alkalmazásának módja is más-más. Az emberi ürülék magas víztartalma miatt messze történő szállítást nem bír el, amiért is megpróbálták víztartalmának nagy részétől megfosztani és így könnyen szállíthatóvá alakítani. Az ilyen trágya neve poudrette. A komposzt- vagy keveréktrágya a gazdaságban előforduló, különben értéktelen hulladékok korhadási terméke földdel keverve. Az egyoldalú vagy mesterséges trágyafélék a talaj fizikai tulajdonságait nem befolyásolják és csakis a bennük foglalt tápanyag által hatnak.
A legfontosabb növényi tápanyagok szerint, amelyeket a trágyázással pótolnunk kell, megkülönböztetjük a nitrogén-, foszforsav- és kálitrágya-féléket. A nitrogéntrágya-félékhez tartozik a chilei salétrom, kénsavas ammóniák, a vér- és a szaruliszt. A kénsavas ammóniákat a kőszénből a városi gáz gyártásánál mint mellékterméket nyerik; mintegy 20% nitrogént tartalmaz. Az ammóniáknak előbb salétromsavvá kell átalakulnia, csak azután vehetik fel a növények, ezért hatása lassabb mint a chilei salétromé; meszes légjárható talajban átalakulása gyorsabb, kötött mészszegény talajban lassabb. A vérlisztet állati vérből állítják elő, legcélszerűbben úgy, hogy gubacsliszttel felszívatják; 9-10% nitrogént tartalmaz. A szaruliszt a pata- és szarvhulladékok megőrlése által állítják elő, 13-14% nitrogént tartalmaz. E két utóbbiban a nitrogén organikus alakban fordul elő és ezért hatása szintén lassabb, mint a salétromé. Az egyoldalú nitrogéntrágya a növényeket bujább fejlődésre készteti, a termés mennyiségét jelentékenyen fokozza, feltéve, hogy egyéb tápanyagokban nincs hiány; a minőségre vagy nincs befolyással, vagy gyengíti azt; erős nitrogéntrágya a cukorrépában a cukor, a burgonyában a keményítő mennyiségét csökkenti. A chilei salétrom sikerrel alkalmazható gyenge vetések feljavítására is. Míg a többi műtrágya mindig a vetés előtt alkalmazandó, a salétrom fejtrágyaként is használható. A foszforsavas trágyák a foszforsavat nagyobb mennyiségben tartalmazó anyagokból készülnek, amilyen a csont, amely vagy mint szuperfoszfát, vagy mint csontliszt használatos, a csontszén, a koprolitok, az ásványi foszfátok és a Thomas-salak. A foszfor trágyákat a 19. század végén már nálunk is számos gazdaságban alkalmazták, leginkább őszi gabona és cukorrépa alá. A foszfortrágyák a termésnek úgy a mennyiségére, mint a minőségére kedvező hatással vannak, ezenkívül gyakran az érést is gyorsítják, ellentétben a nitrogéntrágyákkal, melyek az érést késleltetik. Azon trágyafélék közül, amelyek nitrogént és foszforsavat tartalmaznak, megemlítendő a guano és az annomiák-szuperfoszfát. A káli-trágyák közül a legrégebben használtak a fahamu, mely igen kedvező hatást szokott gyakorolni a legkülönbözőbb növényekre, ami könnyen érthető, mert a káliumon kívül az egyéb ásványi eredetű növényi tápanyagokat is tartalmazza; a kőszénhamu csak igen kötött talajok lazítására használható, trágyázó hatása nincs. A tulajdonképpeni káli-trágyák ez idő szerint a stassfurti kálisók, melyeket roppant mennyiségben bányásznak. A különböző kálisók közül legfontosabbak trágyázás szempontjából a kainit és a kénsavas kálium. Az előbbi 21,3% kénsavas káliumot, azonkívül kénsavas és klórmagnéziumot, klórkáliumot, konyhasót stb. tartalmaz; az utóbbi, mely gyárilag állíttatik elő, 90-96% kénsavas káliumot tartalmaz. A mesterséges trágyafélék a chilei salétrom kivételével mindig a vetés előtt hintendők el és vagy aláboronálandók, vagy, ami még jobb, sekélyen alászántandók. A felhasználandó mennyiség meglehetős széles határok között mozog. Katasztrális holdanként a chilei salétromból 50-150, a kénsavas ammoniákból 40-120, a 16%-os szuperfoszfátból 100-200, a Thomas-salakból 200-400, a csontlisztből 100-300, a kainitből 200-500, a kénsavas káliumból 50-150 kg adható, a talaj és a növény szerint határozva meg a legmegfelelőbb mennyiséget.
A közvetlen és közvetett trágya között mintegy átmenet a zöld trágya, amikor valamely növényt azon célból termesztünk, hogy a fejlődés bizonyos fokán, leggyakrabban a virágzás vége felé, alászántsuk. Ha nem pillangós virágú növényt használunk zöld trágyául, akkor csakis a humuszt szaporítjuk és ezzel a talajban lévő tápanyagok nagyobb mérvű feloldását mozdítjuk elő, a hatás tehát közvetett; ellenben ha pillangós virágú növényt termesztünk zöld trágyául, akkor a talaj nitrogénkészletét is növeljük. Schultz-Lupiz érdeme, hogy a gazdaközönséget a nitrogénpótlás e módjára felhívta. A közvetett trágyafélék közül legfontosabbak a gipsz- és az égetett mész. A gipszet már a 18. században is alkalmazták a herések trágyázására. Az itt elért kedvező eredmény után más vetemények alá is megpróbálták, de nagyon kevés eredménnyel, úgy hogy a gipsz ma is a herefélék speciális trágyájául tekinthető. Nem hat azonban minden talajon egyformán, mert előfordul, hogy semmi hatással sincs, máskor meg csak a víztartalmat fokozza. A gipszezett herétől az állat könnyebben felfúvódik mint a nem gipszezettől. Legcélszerűbb ősszel elhinteni, katasztrális holdanként 1,5-5 q-t. Az égetett mész a talaj tevékenységét fokozza, gyorsítván az elmállást és a korhadást, ezenkívül a kötött talaj fizikai tulajdonságait javítja. Mészszegény agyagtalajokon a mész igen jelentékeny hatást szokott gyakorolni, figyelembe veendő azonban, hogy ez a talajerő rovására megy, s ha mészen kívül közveretlenül ható trágyát nem alkalmazunk, a talajt kiéljük s néhány év múlva a meszezés dacára is keveset terem. Az égetett meszet legjobb nyáron alkalmazni, oly módon, hogy vízzel annyira megoldjuk, hogy porrá omoljon. Ilyen állapotban kell elhinteni és azonnal alászántani. Katasztrális holdanként 6-10 q alkalmazandó.
Az ammónium-nitrát alapú műtrágyákat - mivel veszélyt jelenthetnek a környezetre - a műtrágyaipar és a kapcsolódó szervezetek irányelveinek megfelelően kell tárolni. Így megelőzhetjük a felszíni vizek és a talajvíz nitráttal való szennyeződését.